# NGC 1975
NGC 1975 é uma nebulosa na direção da constelação de Orion. O objeto foi descoberto pelo astrônomo Heinrich d'Arrest em 1864, usando um telescópio refrator com abertura de 11 polegadas. 